# Шнейдеров, Давид Алексеевич
Дави́д Алексе́евич Шне́йдеров (род. 9 августа 1957, Москва, СССР) — советский и российский режиссёр, теле- и радиоведущий, педагог, киножурналист. Член Правления Гильдии киноведов и кинокритиков России, член Евразийской академии телевидения и радио. Член жюри Российской критики на Московском Международном кинофестивале (2007, 2009, 2011, 2015). Председатель жюри Российской критики на Московском Международном кинофестивале (2010, 2013). Создатель и ведущий программы о кинофильмах и киноиндустрии «Синемания» (с 1995 года). Автор информационной программы о кино «КиНовости» (1998—2001). Программа «Синемания» в настоящее время выходит на Радио 1.

## Биография
Отец — доктор экономических наук Алексей Миронович Шнейдеров, мать — пианистка. С детства занимался в театральном кружке при Доме пионеров у Татьяны Сергеевны Ильинской.
В 1980 году окончил Московский государственный педагогический институт по специальности «физика на английском языке». С этого времени — учитель физики в школе.
В 1985 году поступил на режиссёрский факультет Театрального училища им. Щукина (курс Н. Б. Захавы), который окончил в 1990 году.

### Личная жизнь
Жена — Виктория Каюкова, переводчик по профессии. Моложе Шнейдерова на 29 лет. Дочь — Ксения Шнейдерова.
Давид является троюродным братом голливудского актёра и комика Роба Шнайдера.

## Общественные должности
- Член Правления Гильдии киноведов и кинокритиков России.
- Член Евразийской академии телевидения и радио.
- Член жюри Российской критики на Московском международном кинофестивале (2007, 2009, 2011, 2015).
- Председатель жюри российской критики на Московском международном кинофестивале (2010[1], 2013).
- Преподаватель спецкурса по телерадиожурналистике в Московском институт телевидения и радио Останкино. Также преподавал биомеханику Мейерхольда в театре мюзикла Стаса Намина, сотрудничал с Международным Славянским университетом (курс Михаила Горевого) и актёрской школой «Голливуд в Москве».
- Преподает тележурналистику в высшей школе Останкино.

## Творчество

### Работа в театре
В 1983 году организовал детский театр-студию «Арка», который в 1985 году стал обладателем специального диплома на конкурсе детских театров СССР. В 1985 году театру-студии «Арка» был присвоен статус «хозрасчётного» (одновременно с театрами О. Табакова, С. Кургиняна, В. Спесивцева, С. Враговой и М. Розовского).
В 1988 году театр меняет название и становится Московским театром камерных форм. В том же году к театру присоединяется однокурсник по училищу Андрей Бабель (внук И. Э. Бабеля, ныне проживающий в США). В репертуаре театра пьесы Антона Чехова, Николая Эрдмана, Александра Сухово-Кобылина, Артура Копита и другие.
Театр камерных форм стал одним из первых театров, в котором ставились мюзиклы «Три дня в королевстве мыльных пузырей», «Операция „Долина чудес“».
В 1990 году вместе с Андреем Бабелем Шнейдеров уехал в США. Основные места работы в Америке — Chevy Chase Arts Workshop (Вашингтон) и Heliotrope Theater (Голливуд, Лос-Анджелес).
В США два года преподавал актерское мастерство, выступал с поэтическими концертами (совместно с Андреем Бабелем) и ставил спектакли с американским актёрами на английском языке. Об этих спектаклях писали Los Angeles Times и Variety.
В настоящее время регулярно выступает с поэтическими концертами с музыкантами Виталием Погосяном (дудук, клавиши, гитара) и Александром Дроновым (синтезатор).

### Работа на телевидении
После возвращения в Россию Шнейдеров начал работать у Стаса Намина в телекомпании «SNC». В 1995 году создал «Синеманию» — первую телепрограмму на российском телевидении, посвящённую легальному кино- и видеопрокату. Первым «телевизионным адресом» передачи стал первоначальный телеканал 2х2. С телепрограммой сотрудничали ведущие кинокритики России и западные корреспонденты; информационную поддержку и организацию поездок осуществлял журнал «Screen International». Устойчивый интерес к программе со стороны зарубежных кинофирм выражался в приглашении съёмочной группы на значительные события киногода (премьеры, фестивали, кинорынки).
С 1995 года регулярно как автор и ведущий программы «Синемания» выезжал в Лос-Анджелес, где был отснят большой объём эксклюзивных материалов о работе американских киностудий. «Синемания» освещала премьеры фильмов «Эвита», «Майкл», «Марс атакует» и другие.
За многие годы работы на телевидении Шнейдеров брал эксклюзивные интервью у Оливера Стоуна, Пола Верховена, Стивена и Дэниела Болдуинов, Джона Карпентера, Анджея Бартковяк, Миллы Йовович, Люка Бессона, Малкольма Макдауэлла, Роба Шнайдера, Харрисона Форда, Дастина Хоффмана и др.
С 1997 по 1998 год программа «Синемания» выходила на телеканале «НТВ». В 1998 году по приглашению Американской Киноакадемии творческая группа «Синемании» снимала 70-ю церемонию вручения премии «Оскар».
С 1998 по 2001 год компания Шнейдерова производила ежедневную информационную программу о кино «КиНовости», транслировавшуюся на каналах «Наше кино» и «Мир кино» телекомпании «НТВ-Плюс». Корреспонденты программы были награждены на Международном правозащитном кинофестивале «Сталкер» (1999), на «5 Открытом российском фестивале анимационного кино в Тарусе» (2000), на «IX Открытом фестивале кино стран СНГ и стран Балтии» (2000) и на Международном фестивале актёров кино «Созвездие» (2000). Творческой группой «КиНовостей» созданы фильмы о съёмках фильмов «На бойком месте», «Старые клячи», «Фортуна», «Механическая сюита», «Жёлтый карлик». В дальнейшем группой программы «Синемания» были созданы фильмы о съёмках картин «Московская жара» и «Форсаж Да Винчи», которые были опубликованы на американских релизах дисков с этими фильмами.
С апреля по август 2002 года «Синемания» с Шнейдеровым выходила на телеканале «Дарьял ТВ», позже переименованном в «ДТВ». С сентября 2002 по декабрь 2008 года «Синемания» еженедельно выходила на государственном телеканале «Россия».
В 1999 году фильм-концерт мужского хора Новоспасского монастыря «Спаси, Боже, люди твоя…» (реж. Давид Шнейдеров) участвовал в первом фестивале мировоззренческого кино, проводимого Пушкинским институтом. На открытом российском фестивале социальных телепрограмм в Кирове (2003) «Синемания» признана лучшей просветительской телепрограммой.
С 2006 по 2012 год — автор и ведущий программ «Театр начинается…», «Высшая лига», «Лицедейство», «Великолепная семёрка» и «Откровенный разговор» на телеканале «Парк развлечений». 18 апреля 2012 года появился в пилотном выпуске рубрики «Пойдём в кино, Оксана!» в передаче «Вечерний Ургант» на «Первом канале».
Постоянный эксперт по кино программ «Контекст» (телеканал «Культура», 2010—2015), «Советский экран» (телеканал «Доверие»). Частый гость передач и эксперт по кино в ряде программ на российском телевидении. Ведущий и организатор «Киновечеров Синемании», посвящённым российскому недооценённому кино.
Преподаёт телевизионную журналистику в Высшей школе телевидения «Останкино».

### Работа на радио
С 2003 года Шнейдеров — ведущий радиопрограммы о кино «Синемания». В разное время её вещателями были: радиостанция «Серебряный дождь» (2003—2009), радио «Русская служба новостей» (2010—2014), радио «Спутник» (2014—2015, еженедельная двухчасовая программа в прямом эфире), радиостанция «Комсомольская правда» (2015—2016). В настоящее время ведет авторскую колонку на Национальной Службе Новостей. Программа «Синемания» выходит еженедельно на Радио 1. В 2022 программа стала лауреатом премии «Радиомания» в номинации «Лучшая развлекательная программа».